# Ściesek środkowoeuropejski
Ściesek środkowoeuropejski (Eucharis adscendens) – gatunek błonkówki z rodziny ścieskowatych.

## Zasięg występowania
Azja i Europa. W Europie notowany od Portugalii przez Europę środkową i Bałkany po Ural. W Skandynawii nie notowany. Poza tym występuje na Bliskim Wschodzie.
W Polsce zapewne rzadki, zamieszkuje Suwalszczyznę i okolice Warszawy.

## Budowa ciała
Ciało bardzo charakterystycznie ukształtowane, metalicznie zielone, miedziane bądź niebieskofioletowe; wierzchołek odwłoka niekiedy czerwonopomarańczowy. Tułów lśniący, wyniesiony (wysklepiony), masywny; przedplecze schowane z tyłu głowy, bardzo słabo dostrzegalne. Na wierzchniej stronie tułowia wyraźne, rozwidlające się wyżłobienie zachodzące aż na scutellum. Scutellum bardzo duże i silnie wypukłe. Odwłok z cienkim stylikiem, w tylnej części mocno zgrubiały i rozdęty. Nogi w znacznej mierze żółte. Czułki jednolicie ciemne. Skrzydła przezroczyste. Długość ciała 4-6 mm.

## Biologia i ekologia

### Tryb życia i biotop
Głównie murawy kserotermiczne, murawy psammofilne i nasłonecznione skraje lasów. Aktywny od maja do lipca.

### Odżywianie
Imagines nie pobierają pokarmu. Larwy są parazytoidami zewnętrznymi poczwarek mrówek (tylko sporadycznie pożerane są larwy przed przepoczwarczeniem). Jak dotąd udało się ustalić następujące gatunki żywicielskie: Formica rufa, Formica glauca, Formica cinerea i Messor barbarus.